# Spyro: A Hero's Tail
Spyro: A Hero's Tail (detto dai fan anche Spyro 5) è un videogioco a piattaforme della serie Spyro the Dragon, sviluppato da Eurocom e pubblicato da Universal Interactive Studios. Commercializzato il 3 novembre 2004 in Nord America, il 9 in Australia ed il 12 in Europa, A Hero's Tail è considerato l'ultimo capitolo della serie originale di Spyro per console, che sarà poi seguita dalla serie The Legend of Spyro.
Con questo nuovo capitolo (il secondo per PlayStation 2 e Nintendo GameCube) la serie del draghetto approda anche sulla console della Microsoft, la Xbox. In questo gioco Spyro e i suoi amici saranno alle prese con un nuovo nemico, il drago rosso Red, individuo esiliato in tempi remoti dal regno dei Draghi e che è ora tornato per vendicarsi.

## Trama

### Primo mondo: Regno dei Draghi
La storia inizia con l'invasione del malvagio Red e i suoi scagnozzi nel Regno dei Draghi, dove il drago rosso pianta delle Gemme Nere, dei cristalli viola contenenti energia negativa che la assorbono dall'ambiente circostante facendolo marcire, e che donano forza allo stesso Red per conquistarlo con tutta la sua malvagità. Tra i suoi scagnozzi sono presenti (oltre all'esercito di soldati gnorchi) Nasty Norc (chiamato in questo episodio il "Gnorco Gnorante", sconfitto da Spyro nel primo capitolo della saga Spyro the Dragon) e Nettuna, un'enorme sirena che è il terrore totale per i mondi marini. Da qui parte il gioco nel "Villaggio dei Draghi", dove troviamo Spyro, che dopo aver parlato sia con il Professore che con Riccone può incominciare la sua avventura: proseguendo un tunnel incontra Zoe, la fata magica che esegue i salvataggi al nostro drago viola. Dopo essere usciti dal tunnel Spyro incontra la sua prima Gemma Nera, ma per distruggerla deve apprendere l'abilità dell'incornata da uno dei draghi anziani. Dopo aver appreso l'abilità, Spyro incontra il suo vecchio amico Hunter, che gli promette di aprirgli una porta dopo che avremo trovato un uovo di drago per lui. Fatto il lavoro, Spyro incontra un altro protagonista di questo gioco, il Sergente Byrd, già incontrato in Spyro: Year of the Dragon.
Dovremo quindi impersonificarci nel sergente che dovrà effettuare un volo acrobatico nei cieli del Regno dei Draghi per recuperare un uovo di drago e una Gemma di Luce, altro elemento importante del gioco e accennato anche dal Professore nel corso del livello: il contrario della Gemma Nera, che brilla sprigionando energia positiva. Andando avanti Spyro incontrerà la Tata, che racconta al draghetto di alcuni ladri che le hanno rubato un totale di 80 uova: questi ladri sono 10 e saranno presenti in ogni regno del livello.
Spyro, arrivato a distruggere la terza Gemma Nera del livello, che per l'effetto della rivitalizzazione dell'ambiente circostante, forma un ponte che collega il Villaggio dei Draghi con la "Palude di Croccolandia", un luogo pericoloso, immerso nella giungla, pieno di insetti giganti e piante carnivore. Qui Spyro incontra la giovane talpa Blinky, il nipote del Professore: con Blinky in diversi livelli del gioco dovremo esplorare sottoterra per recuperare Uova di drago e Gemme di Luce. Inoltre, qui Spyro impara un'abilità dall'anziano Magnus, uno dei draghi anziani: l'avvitamento elastico, utile per saltare avvitandosi su sé stesso per arrampicarsi su pareti difficili da raggiungere volando.
Dopo aver recuperato un totale di 8 Gemme di Luce Spyro potrà ritornare nel Villaggio dei draghi e accedere tramite una sfera costruita dal Professore alle "Cascate della Libellula", un bellissimo arcipelago tropicale, ma anche molto insidioso, dove dovremo fare una missione anche per conto di Sparx, come nel terzo capitolo della saga: dovremo infiltrarci in piccoli tunnel, nel quale Spyro non può passare e sconfiggere più insetti possibile per guadagnare uova di drago e Gemme di Luce. Qui incontreremo anche Hunter che dovrà completare da sé una parte del livello per recuperare un uovo di drago che Spyro non sarebbe riuscito a prendere. Distrutte tutte e 10 le Gemme Nere Spyro ritorna di nuovo nel Villaggio dei draghi per entrare nella "Grotta di Gnorco Gnorante": dopo una breve discussione tra i due comincia la battaglia.
Spyro sconfigge senza molta fatica il perfido Gnorco (nonostante sia diventato molto più forte dopo il primo episodio di Spyro e abbia cambiato leggermente aspetto) e acquisisce l'abilità del soffio elettrico (più efficace di quello infuocato), utile per attivare degli oggetti che permetteranno al drago viola di proseguire il gioco.

### Secondo mondo: Terre Perdute
Tornato al Villaggio tramite un grandissimo congegno progettato dal Professore, Spyro verrà teletrasportato nel mondo delle Terre Perdute. Red venuto a sapere della morte di Gnorco ordina ai soldati di stare all'erta, soprattutto a Nettuna, il boss di questo mondo. Tramite le "Rovine Costiere" Spyro potrà accedere alle "Rovine Subacquee", un mondo situato nelle zone più profonde delle Terre Perdute, dove sbloccherà il congegno dell'invincibilità, utile per andare in luoghi dove un corpo sprovvisto di protezione lo impedirebbe.
Tornato in superficie Spyro accederà al "Feudo delle Nubi", una città futuristica sospesa nel cielo, dove il drago acquisirà una nuova abilità: quella di pararsi da nemici che lo attaccano o da oggetti circostanti, eccetto oggetti appuntiti, come frecce. Dopo aver distrutto un totale di 20 Gemme Nere, Spyro è pronto per entrare nella "Tomba Acquatica", luogo nella quale si scontrerà con la perfida Nettuna, che si rivela leggermente più forte di Gnorco Gnorante, ma che comunque come dice Spyro stesso, è un nemico che è capace solo di parlare e non di affrontare l'avversario che ha di fronte.
Nettuna fa anch'essa una brutta fine sprofondando nella Tomba Acquatica e intanto Spyro acquisisce il soffio dell'acqua, non da utilizzare contro i nemici, ma utile per riattivare ruote bloccate e risolvere enigmi.

### Terzo mondo: Deserto Ghiacciato
Red, ormai senza più alcun alleato potente al suo fianco, comincia a pensare che il draghetto viola non è un drago qualunque, ma è dotato di una straordinaria forza. Il drago rosso però ha in mente un piano: chiama un mastodontico mammuth all'entrata di un ghiacciaio e gli ordina di non far passare nessuno. Spyro tramite il teletrasporto approda nel nuovo mondo: il Deserto Ghiacciato, proprio il luogo dove Red stava complottando i piani con i suoi soldati.
Dopo aver esplorato il Villaggio Congelato, un livello dall'atmosfera natalizia, Spyro arriva ad un punto dove incontra il mammuth: qui inizia subito un video dove il drago viola deride il gigante preistorico, dicendo che ha sconfitto nemici ben più grossi e potenti di lui. Il mammuth però non si lascia intimidire e risucchia Sparx dalla proboscide per poi falla uscire dal di dietro, una scena parecchio bizzarra; Spyro si distrae e viene così rapito dallo stesso mammuth che lo porta via. Sparx è disperato è girovagando per il Villaggio Congelato incontra Hunter che si sta allenando con le frecce. 
Sparx riferisce ad Hunter dell'accaduto e questi dovrà percorrere il "Ghiacciaio Oscuro", un posto molto pericoloso, che incute timore e inoltre pieno di Yeti, che daranno del filo da torcere al leopardo. Dopo aver attraversato tutto il Ghiacciaio, Hunter trova Spyro imprigionato in una cella, ma con un colpo di freccia lo libera e da qui Spyro proseguirà il suo cammino partendo proprio dalla "Cittadella di Ghiaccio", terzo ed ultimo livello di questo mondo, dove il drago viola impara la sua ultima abilità da uno dei draghi anziani: il salto del ragno, utile per arrampicarsi su pareti per arrivare alle superfici più alte. Dopo aver distrutto un totale di 30 Gemme Nere Spyro è finalmente pronto per entrare nel Covo di Red.
N.B. - Da notare che quando Red all'inizio del gioco aveva piantato tutte e 40 le Gemme Nere, il suo potere era 3 volte maggiore rispetto a questo punto della storia. Se Spyro l'avesse affrontato subito non ci sarebbe stata sfida.
Appena i due si incontrano scoppiano scintille e lo scontro ha inizio: Red è molto forte rispetto ai precedenti boss ed ha inoltre i poteri del ghiaccio e del fuoco; un potente avversario per Spyro. Questi però riesce a batterlo, nonostante la grandissima potenza del drago rosso. Red è stupito e Spyro gli vuole dare il colpo di grazia, ma il drago rosso, sapendo di essere in serio pericolo fugge clamorosamente, lasciando cadere, però, il suo scettro dalla quale si libera la fata del ghiaccio: "Freezia" che dona niente meno che il soffio ghiacciato a Spyro.

### Quarto mondo: Isola del Vulcano
Red, fuggito dal mondo del Deserto Ghiacciato, vola fino al quarto ed ultimo regno del gioco, proprio dove ha sede il suo laboratorio situato al centro di un vulcano. Sempre con il teletrasporto Spyro approda al regno dell'"Isola del Vulcano" e dopo aver preso qualche uovo di drago e Gemma di Luce nella "Spiaggia Tempestosa, il nostro eroe entra nella prima grande tappa di questo mondo: la "Montagna di Lava". Come dice il nome stesso è un luogo interamente situato in un mare di lava. Dopo aver percorso con molta fatica tutto il livello Spyro tramite un carrello arriva ai due livelli "Cima cascate di magma", scendendo poi ai "Piedi cascate di magma" (dove tra l'altro cattura l'ultimo dei 10 ladri che aveva rubato l'uovo di drago). 
Dopo aver passato un tunnel pieno di lava incandescente Spyro approda in uno dei livelli più pericolosi e difficili del gioco: la "Miniera Nera", un vastissimo e intricato livello dove è piuttosto difficile orientarsi. Spyro sconfigge ogni mostro presente all'interno della Miniera e arriva finalmente all'interno del "Laboratorio di Red", ultimo livello del gioco. Nel laboratorio è molto facile perdersi, ma come punto di riferimento c'è il centro del laboratorio che è una grande sala con un planetario fatto interamente di ologrammi. Spyro, dopo aver esplorato tutte le zone del laboratorio, entra nel quarto tunnel presente nella sala. Dopo qualche minuto di cammino e aver distrutto la quarantesima Gemma Nera, il drago trova il Professore. Spyro è stupito perché non avrebbe mai pensato che il professore lavorasse per Red (difatti ogni soldato robotico presente nel regno dell'Isola del vulcano è stato generato proprio dal Professore).
Il Professore, disperato ribadisce, che non è stata colpa sua, è stato Red che l'ha rapito non appena Spyro ha lasciato il congegno alla "Spiaggia Tempestosa", ed ecco che arriva subito Red, furibondo con Spyro per la sconfitta avvenuta nel suo covo. Tra i due partono sguardi glaciali e il drago rosso comincia ad insultare pesantemente il drago viola: questi parte alla carica e con un'incornata lo butta oltre il vetro, dove viene robotizzato ogni mostro presente nel gioco. Mentre Red finisce nel vetro due raggi del macchinario lo colpiscono, trasformandolo in un drago completamente cibernetico: Red, entra al centro di una gigantesca arena, dove si svolge lo scontro finale, Spyro lo segue, ma il Professore nel tentativo di spegnere il macchinario e far tornare Red normale, per disdetta schiaccia il tasto sbagliato, di conseguenza altri raggi radioattivi colpiscono Red facendolo diventare 20 volte più grande di come lo era prima: un enorme mostro cibernetico.
L'ultimo scontro del boss finale ha inizio e Spyro prova ad attaccare Mega Red (Mecha Red nella versione originale) con tutti i modi ma non riesce a fargli un graffio. Subito dopo però, si rende conto che Red essendo così grande e soprattutto essendo cibernetico ha poca durata oltre che movimenti molto lenti e statici. infatti dopo un determinato tempo ritorna normale per qualche secondo ed è proprio qui che Spyro usa il momento buono per attaccarlo. Dopo un lungo scontro, Spyro sconfigge definitivamente Red facendolo ritornare un drago a tutti gli effetti. Red improvvisamente si rimpicciolisce diventandolo minuscolo e il Professore lo rinchiude in una boccetta. Spyro ancora una volta ha salvato il mondo riportando la pace nei 4 regni della Terra.

## Personaggi giocabili e boss
Oltre a Spyro, nel gioco sono presenti altri quattro personaggi giocabili. Sparx, per esempio, è controllabile dal giocatore in alcuni minigiochi sparatutto. Blinky, nuovo personaggio, è una giovane talpa antropomorfa che può esplorare diversi livelli sotterranei, tra cui caverne e miniere, dove dovrà distruggere alcuni strani dispositivi con degli esplosivi. Il sergente Byrd, già introdotto in Year of the Dragon, sarà protagonista di alcuni livelli di volo e Hunter, il ghepardo già conosciuto da Gateway to Glimmer, sarà protagonista di buona parte del gioco, dove potrà usare le sue abilità per scalare porzioni di terreno e usare il suo arco e le sue frecce per uccidere i suoi nemici. Completando il gruppo 3 di uova di grado -Modello Tizzo- sarà possibile giocare nei panni di Tizzo (Ember) anziché in quelli di Spyro. Completando il gruppo 4-Modello Fiamma- invece, sarà possibile giocare come Fiamma (Flame). Saranno inoltre presenti il Professore, scienziato già conosciuto dal secondo capitolo della saga, che qui aiuterà Spyro vendendogli le sue invenzioni per un numero cospicuo di gemme, e i nemici principali di Spyro, detti boss, che dovranno essere affrontati dal draghetto, ovvero Gnorco gnorante (Nasty Gnorc) (presente nel villaggio dei Draghi e che il nostro eroe credeva morto), la sirena Ineptune, presente nel livello della Laguna Costiera, e Red, il drago rinnegato, e il principale antagonista del gioco, nascosto nel suo covo della Laguna.

## Modalità di gioco
Il gameplay del gioco è più o meno lo stesso dei capitoli precedenti della saga, con alcune aggiunte alle abilità originali di Spyro e delle modifiche nella schermata di gioco (ad esempio l'introduzione del movimento della telecamera controllato dalla levetta analogica destra, cosa tipica di quasi tutti i giochi di avventura), meno gemme ed oggetti da trovare, con l'introduzione del fatto che il gioco non deve più essere completato al 100% (uno però potrebbe comunque farlo solo per sbloccare un filmato finale extra, ed anche per avere la soddisfazione di esserci riuscito). Inoltre, molti oggetti saranno solo sbloccabili in seguito con l'aggiunta di diverse abilità. Alcune abilità richiedono anche il possesso di un certo numero di gemme, dette "gemme di luce".
Il giocatore inizia A Hero's Tail con buona parte delle sue abilità normali, tra cui sputare fuoco e planare e con l'aggiunta di altre come il doppio salto (elemento pressoché nuovo nella saga, presente solo in Year of the Dragon tra le abilità del personaggio di Sheila il Canguro) e la possibilità di dirigere la telecamera utilizzando la levetta analogica destra.
Come sarà poi anche nei capitoli successivi (The Legend of Spyro: A New Beginning o The Legend of Spyro: The Eternal Night), Spyro potrà acquisire varie abilità (tra cui controllo del fuoco, del ghiaccio, dell'elettricità e dell'acqua), tutte con diverse caratteristiche e tutte utilizzabili nel corso del gioco.
Anche Sparx, la libellula compagna del draghetto, potrà aiutare il compagno nel collezionare oggetti.

## Personaggi e doppiatori
| Personaggio                   | Doppiatore originale       | Doppiatore italiano  |
| ----------------------------- | -------------------------- | -------------------- |
| Spyro                         | Jess Harnell               | Massimo Di Benedetto |
| Sparx                         | André Sogliuzzo            | Donatella Fanfani    |
| Hunter                        | Jess Harnell               | Giorgio Melazzi      |
| Serg. Byrd                    | Michael Gough              | Marco Balzarotti     |
| Blink                         | Tara Strong                | Cinzia Massironi     |
| Il Professore (The Professor) | Michael Gough              | Gianni Quillico      |
| Red                           | Jess Harnell               | Giorgio Melazzi      |
| Riccone                       | Jess Harnell               | Riccardo Rovatti     |
| Tizzo (Ember)                 | Tara Strong                | Serena Clerici       |
| Fiamma (Flame)                | Tara Strong                | Cinzia Massironi     |
| Zoe                           | Tara Strong                | Cinzia Massironi     |
| Cleo                          | Tara Strong                | Donatella Fanfani    |
| Tata                          | Susanne Blakeslee          | Elda Olivieri        |
| Gnorco Gnorante               | Drew Markham Michael Gough | Gianni Quillico      |
| Nettuna                       | Susanne Blakeslee          |                      |
| Mamma (Mom)                   |                            | Cinzia Massironi     |
| Otto                          | Phil Crowley               | Massimo Di Benedetto |
| Mergatroid                    | Brad Abrell                |                      |
| Phil                          | Drew Markham               | Massimo Di Benedetto |
| Anziano Tomas                 | Jess Harnell               | Marco Balzarotti     |
| Anziano Astor                 | Jess Harnell               | Marco Balzarotti     |
| Anziano Titan                 | Jess Harnell               | Marco Balzarotti     |
| Anziano Magnus                | Jess Harnell               | Riccardo Rovatti     |